# U-Bahn-Station Donauspital
Donauspital is een metrostation in het district Donaustadt van de Oostenrijkse hoofdstad Wenen. Het station werd geopend op 2 oktober 2010 en wordt bediend door lijn U2 als onderdeel van de derde verlenging van de U2 tussen Stadion en Aspernstraße. 
Het viaductstation ligt parallel aan de Langobardenstraße tegenover de hoofdingang van het sinds 2020 Klinik Donaustadt genoemde Donau ziekenhuis, het een na grootste ziekenhuis van Wenen.
De toegangen liggen onder de uiteinden van het eilandperron, een bij het sociaal medischcentrum bij de Zschokkegasse en het geriatrischcentrum bij de Kapellenweg.

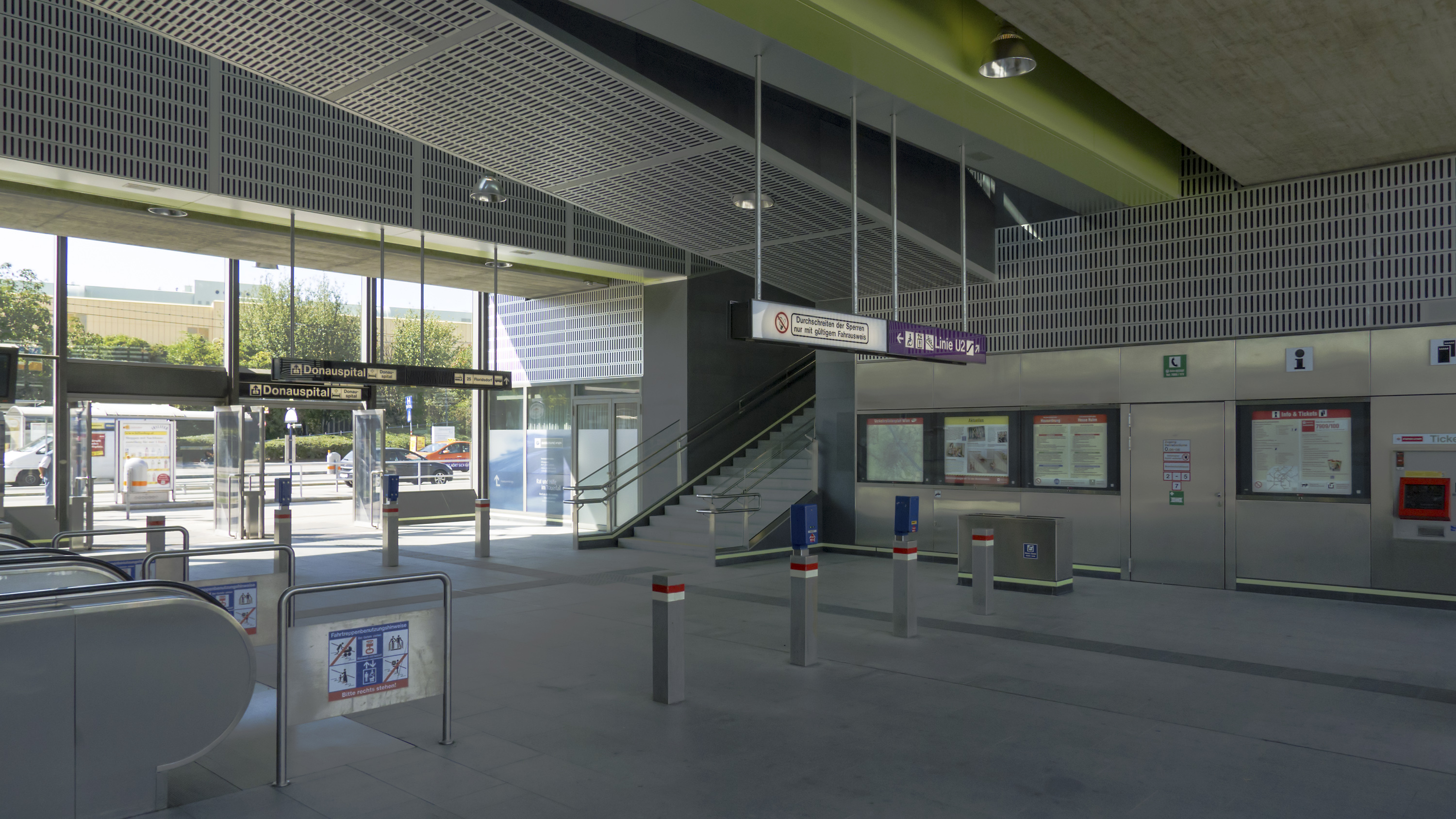
De westelijke stationshal.
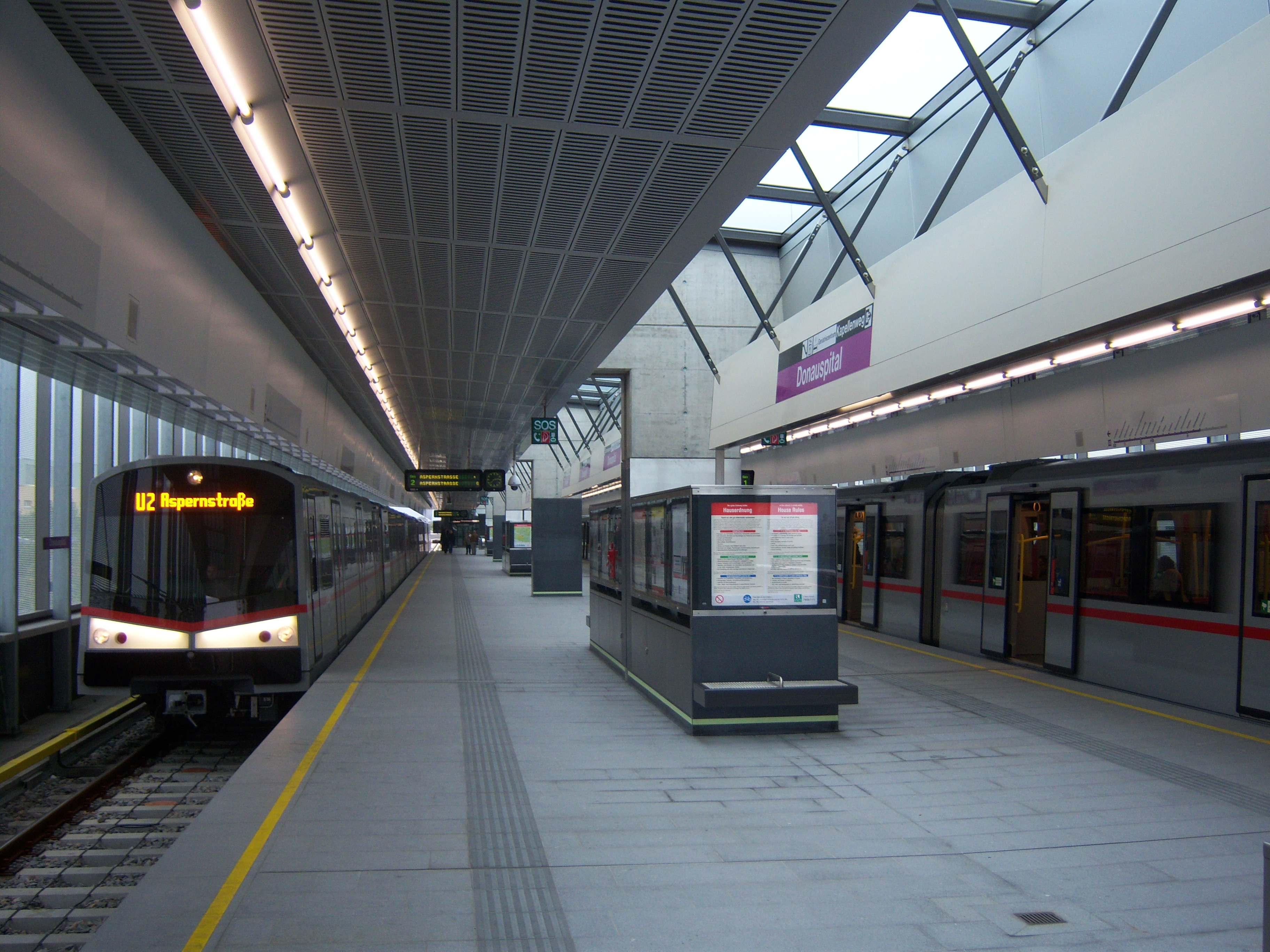
Metrostellen langs het perron.